# 4143 Huziak
4143 Huziak eller 1981 QN1 är en asteroid i huvudbältet som upptäcktes den 29 augusti 1981 av den amerikanska astronomen Laurence G. Taff i Socorro, New Mexico. Den är uppkallad efter den kanadensiske amatörastronomen Richard Huziak.
Asteroiden har en diameter på ungefär 16 kilometer och den tillhör asteroidgruppen Themis.